# Conferência da Biosfera
A Conferência Intergovernamental de Especialistas sobre as Bases Científicas para o Uso Racional e a Conservação dos Recursos da Biosfera, comumente referida como Conferência da Biosfera de 1968 ou Conferência da Biosfera de Paris, foi um evento científico realizado em 1968 na cidade de Paris, com o objetivo central de tratar da conservação e do uso sustentável da biosfera. Dentre seus principais resultados encontra-se o estabelecimento do Programa Homem e a Biosfera, que por sua vez é responsável pelas Reservas da Biosfera, um tipo de área protegida.
Este evento foi organizado sob a égide da Organização das Nações Unidas para a Educação, a Ciência e a Cultura (UNESCO), em parceria com a Organização Mundial da Saúde (OMS), com a Organização das Nações Unidas para Agricultura e Alimentação (FAO) e com as Nações Unidas (ONU), e com apoio da União Internacional para a Conservação da Natureza (IUCN) e do Conselho Internacional de Ciência (CIC).

O Programa o Homem e a Biosfera foi criado a partir de recomendações da Conferência da Biosfera de 1968.

## Significação
A conferência buscou encorajar uma abordagem multi-atores para a utilização racional e a conservação dos recursos da biosfera. Durante ela ocorreram debates preliminares sobre o conceito de desenvolvimento sustentável alguns anos antes da Conferência das Nações Unidas sobre o Ambiente Humano, realizada em Estocolmo em 1972. Essa conferência foi a primeira reunião global de caráter intergovernamental a adotar uma série de recomendações sobre as questões ambientais e para enfatizar a sua crescente importância.

## Participantes
O evento reuniu cerca de trezentos delegados representando mais de sessenta governos nacionais. Os países tomando parte no evento foram:
- Argélia
- Argentina
- Austrália
- Áustria
- Bélgica
- Brasil
- Burundi
- Bielorrússia
- Camboja
- Canadá
- Ceilão
- Chile
- China
- Congo
- Checoslováquia
- Costa do Marfim
- Dinamarca
- Equador
- Espanha
- Estados Unidos da América
- Finlândia
- França
- Gabão
- Guatemala
- Holanda
- Honduras
- Hungria
- Índia
- Indonésia
- Iraque
- Irlanda
- Israel
- Itália
- Japão
- Líbano
- Madagáscar
- Mali
- Marrocos
- Mônaco
- Nicarágua
- Noruega
- Nova Zelândia
- Quênia
- Peru
- Polônia
- Reino Unido
- República Dominicana
- República Federal da Alemanha
- Romênia
- Senegal
- Somália
- Suécia
- Suíça
- Tailândia
- Ucrânia
- URSS
- Uruguai
- Venezuela
- Vietnã (à época República Democrática do Vietnã)

A Santa Sé, um Estado não membro da ONU, também estava representada.

## Pessoas-chave
As principais pessoas encarregadas do evento foram:
- François Bourlière (França) - presidente da conferência;
- Carlos Chagas Filho (Brasil) - vice-presidente da conferência;
- I. Gerassimov (URSS) - vice-presidente da conferência;
- Stanley A. Cain (EUA) - relator; e
- Michel Bâtisse (UNESCO) - secretário-geral.